# Lijst van duurste Nederlandse films
Dit is een lijst van de films met het grootste budget waar Nederland hoofdproducent van was. Cijfers komen van de Internet Movie Database.
| Nr. | Filmtitel                  | Jaar | Productiekosten |
| --- | -------------------------- | ---- | --------------- |
| 1   | Zwartboek                  | 2006 | € 18.000.000    |
| 2   | The Discovery of Heaven    | 2001 | € 14.000.000    |
| 3   | De Slag om de Schelde      | 2020 | € 14.000.000    |
| 4   | Kruistocht in spijkerbroek | 2006 | € 12.000.000    |
| 5   | Brimstone                  | 2016 | € 12.000.000    |
| 6   | Michiel de Ruyter          | 2015 | € 8.000.000     |
| 7   | Nova Zembla                | 2011 | € 7.000.000     |
| 8   | Redbad                     | 2018 | € 7.000.000     |
| 9   | De Oost                    | 2020 | € 6.600.000     |
| 10  | Amsterdamned II            | 2025 | € 6.500.000     |
| 11  | De Storm                   | 2009 | € 6.300.000     |
| 12  | Bride Flight               | 2008 | € 6.000.000     |
| 13  | Süskind                    | 2012 | € 6.000.000     |
| 14  | Kenau                      | 2014 | € 6.000.000     |
| 15  | Publieke Werken            | 2015 | € 6.000.000     |
| 16  | Wiplala (film)             | 2014 | € 6.000.000     |